# 大雄会一宮看護専門学校
大雄会一宮看護専門学校（だいゆうかいいちのみやかんごせんもんがっこう）は、かつて愛知県一宮市にあった専修学校。

## 沿革
- 1970年 開校。
- 2005年 廃校。

## 設置母体
- 医療法人大雄会

## 教育課程
- 看護専門課程

## かつての所在地
- 愛知県一宮市常願通5-4（当時の〒は491-0063）。跡地は、愛知きわみ看護短期大学を経て一宮研伸大学が使用している。